# Convención Nacional Republicana de 2008
La Convención Nacional Republicana de 2008 se celebró en el Xcel Energy Center en Saint Paul, Minnesota desde el 1 de septiembre hasta el 4 de septiembre de 2008. El primer día de la Convención Republicana fue en el Día del Trabajo, o el último día de la popular feria de Minnesota. (La Convención Nacional se llevó a cabo cuatro días después de la conclusión de la Convención Nacional Demócrata en la que se celebró en Denver, Colorado en el Pepsi Center).
Debido a la llegada del Huracán Gustav los republicanos pensaron en suspenderla por un día o varias horas, sin embargo el huracán no causó muchos daños y la convención siguió su curso normal. 
Esta fue la convención más atrasada jamás hecha por un partido conocido, y la primera en ser hecha completamente en septiembre. Tradicionalmente, el partido quien maneja la Casa Blanca tiene su convención después de la demócrata; o en otras palabras, usualmente el partido Demócrata celebra su convención en julio, mientras que el partido Republicano lo hace en agosto. Sin embargo, los demócratas querían hacer su convención después que terminaran los Juegos olímpicos de 2008, y los republicanos querían tener las ventajas políticas y de financiamiento en ser los segundos en ir a la convención.
Los delegados que atendieron a la convención, escogieron y nominaron a Johnk McCain como candidato presidencial republicano y a Sarah Palin como vicepresidenta para las elecciones presidenciales de 2008. El candidato presidencial del partido Republicano será el senador John McCain de Arizona.
1,191 delegados asignados son necesarios para un candidato poder ganar la nominación, mientras que el senador McCain ganó un total de 812 el 4 de marzo de 2008.

## Selección de la ciudad

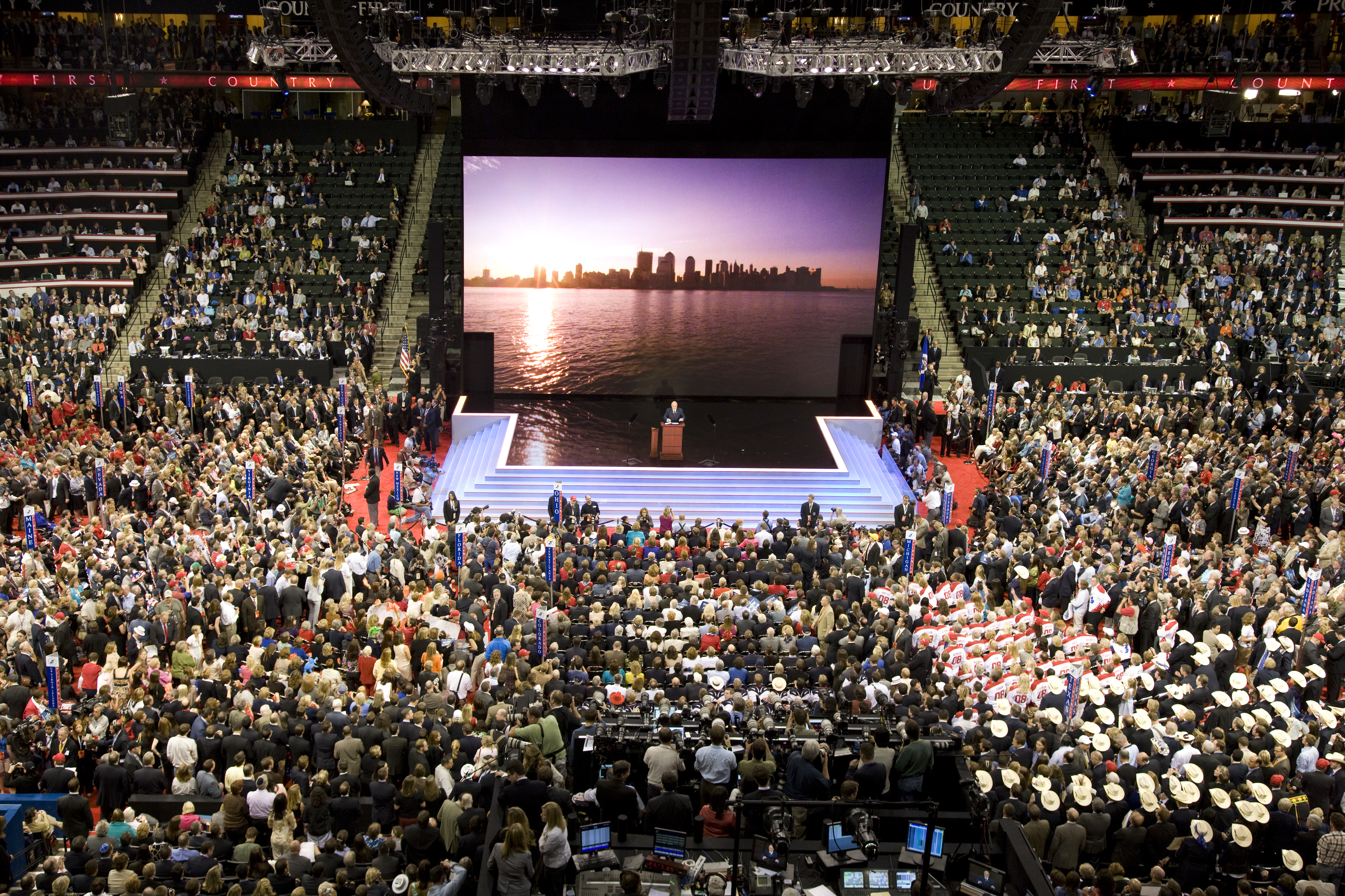
Convención Nacional Republicana, 1-4 de septiembre de 2008.

Cuatro ciudades se ofrecieron al Comité Nacional Republicano para albergar la convención del 2008. Esas ciudades fueron Cleveland,  Minneapolis-Saint Paul, ciudad de Nueva York, y Tampa-San Petersburgo, Florida. El comité de la Convención Nacional Republicana dio su recomendación para que Minneapolis-Saint Paul fuese quien albergara la convención el 27 de febrero de 2006, la CNR hizo su decisión pública que la Convención Nacional se celebraría en Minneapolis-Saint Paul, Minnesota. La CNR hizo su decisión antes de la fecha límite debido a que el Comité Nacional Demócrata también tenía como finalista a la ciudad de Minneapolis-Saint Paul . (Después de la selección, el Comité Nacional Republicano removió a Minneapolis-Saint Paul dejando solamente a dos ciudades de donde escoger, y eran la ciudad de Nueva York y Denver en Colorado). Esta es la segunda vez que el área de Minneapolis-Saint Paul tiene la convención republicana, la primera fue celebrada en 1892.

## Misceláneo

### Huracán Gustav
El presidente estadounidense, George W. Bush, no acudirá a la convención republicana el lunes 1 de septiembre, ante la amenaza del huracán Gustav, anunció el domingo la Casa Blanca.
La portavoz de la presidencia, Dana Perino, indicó que Bush permanecerá atento al avance de Gustav. Perino añadió que el vicepresidente Dick Cheney tampoco acudirá a esta convención, prevista del lunes al jueves en St Paul, Minnesota, y que nombrará oficialmente a John McCain como candidato del Partido Republicano a la elección presidencial del 4 de noviembre de 2008.
La esposa del presidente Bush, Laura Bush, no pudo asistir a la convención debido a la llegada del huracán Gustav en Nueva Orleans.

### Historia
Debido a que la constitución de los Estados Unidos limita al presidente a dos términos, aunque el Vicepresidente Dick Cheney ha declarado que no se postularía para la presidencia, por eso, las elecciones del 2008 serán las primeras elecciones en 80 años en que ni siquiera el presidente o el vicepresidente actualmente en cargo estarían postulados en la nominación de su partido, y la primera desde 1952 en la que ni el presidente y vicepresidente estarían en las boletas electorales.

## Delegados
El 4 de marzo de 2008, John McCain ganó 812 de los 1,191 delegados designados que se necesitan para ganar la nominación, con las ganadas de las primarias en Texas, Ohio, Vermont y Rhode Island. Uno de sus rivales, Mike Huckabee, se retiró de la contienda el mismo día, dejando a Ron Paul como su único competidor.